# Wapella (Illinois)
Pour les articles homonymes, voir Wapella.
Wapella est un village du comté de DeWitt dans l'Illinois, aux États-Unis,. Fondé en 1854, il est incorporé le 14 avril 1876.

## Démographie
Lors du recensement de 2010, le village comptait une population de 558 habitants. Elle est estimée, en 2016, à 538 habitants.

## Source de la traduction
- (en) Cet article est partiellement ou en totalité issu de l’article de Wikipédia en anglais intitulé « Wapella, Illinois » (voir la liste des auteurs).